# الطريق إلى طنجة
الطريق إلى طنجة هو فيلم كوميدي مغربي صدر سنة 2012، من إخراج عبد الكريم الدرقاوي، وبطولة كل من عبد الإله عاجل، عبد الحق الزروالي، حسن مضياف، زكي الهواري، نعيمة إلياس، أمين الناجي. يروي الفيلم قصة مجموعة أصدقاء مسنين من دار عجزة بمراكش ينطلقون في رحلة إلى طنجة لزيارة ابن أحد أصدقائهم، لتصبح الرحلة محطة فارقة تغيّر نظرتهم للحياة والصداقة.

## القصة
يحكي الفيلم قصة أربعة رجال في سن الستين من عمرهم: عيسى، الصدّيق، أحمد، الطاهر يقيمون في دار مسنين. ذات يوم، قرروا الذهاب في رحلة إلى مدينة طنجة، وهذا هو الحلم الذي راود عيسى منذ زمن طويل. سيتمكنون من الحصول على ترخيص يسمح لهم بمغادرة دار العجزة، ثم قصد «الطاهر» ابنه الوحيد الذي منحه المال للاستعانة به في الرحلة إلى طنجة.

## طاقم التمثيل
- عبد الإله عاجل في دور عيسى
- عبد الحق الزروالي في دور الطاهر
- حسن مضياف في دور أحمد
- زكي الهواري  في دور الصديق
- نعيمة إلياس في دور التايكة
- أمين الناجي في دور كمال
- صالح بن صالح في دور نور الدين

## روابط خارجية
- الطريق إلى طنجة على موقع قاعدة بيانات الأفلام العربية